# Balléville
Balléville település Franciaországban, Vosges megyében. Lakosainak száma 100 fő (2022. január 1.). Balléville Rainville, Removille, Saint-Paul, Viocourt, Vouxey, Châtenois, Courcelles-sous-Châtenois és Dolaincourt községekkel határos.

## Népesség
A település népességének változása:
| Lakosok száma | 113  | 107  | 110  | 102  | 101  | 99   | 98   | 101  | 100  |
|               | 2013 | 2015 | 2016 | 2017 | 2018 | 2019 | 2020 | 2021 | 2022 |